# 磯子カンツリークラブ
磯子カンツリークラブ（いそごカンツリークラブ）は、神奈川県横浜市磯子区洋光台に広がるゴルフ場である。

## 概要
磯子カンツリークラブは、1957年（昭和32年）、神奈川県横浜市磯子で株式会社千代田組が、磯子区田中の所有地にゴルフ場を計画したことに始まる。1955年（昭和30年）、磯子は鉄道もないことから、横浜市は根岸湾を埋立、工業団地を計画、根岸線の開通へと動いていた。千代田組は宅地造成を業務としていた、その経験からゴルフ場の造成へと歩んでいた。しかし、磯子区田中での計画は、用地不足により断念した。その後、磯子区栗木（現・磯子区洋光台）を探し出し、コース設計を依頼された舘 粲児は、「岩盤層で最適ではないがまずまず」と賛成した。1957年（昭和32年）6月25日、母体会社として「横浜観光土地株式会社」を設立した。
1958年（昭和33年）4月、工事は土木重機を導入したが「起伏と 岩盤の多い難工事」となった。1959年（昭和34年)8月15日、9ホールのコースを仮オープン、翌年の1960年（昭和35年）5月15日、18ホールのコースが完成し、正式開場した。だが、開場したその年から「大胆な成形手術」大改造が続くことになった。その結果、「1番から18番まで、開場当時の原型をとどめているホールはない」というほど変貌した。そうしたコースを変えたのが、コース設計家の大久保昌であった、コースの平坦化と近代化に努めた。
コースは、横浜市内の住宅地と好立地にあり、コースからは東京湾が一望できる丘陵地で、自然の地形を活かした丘陵コースである。
大久保昌は、千葉農業専門学校(現・千葉大学園芸学部)卒業、埼玉県朝霞のキャンプドレイクに勤務、コース設計などを学ぶ。コース設計家・井上誠一の指導を受け、1972年（昭和47年）、コース設計家として新設コースや既存コースの改造・改修を手がけた。

## 所在地
〒235-0045 神奈川県横浜市磯子区洋光台6丁目43番24号

## コース情報
- 開場日 - 1960年5月15日
- 設計者 - 大久 保昌、開場時 舘 粲児
- 面積 - 660,000m2（約19.9万坪）
- コースタイプ - 丘陵コース
- コース - 18ホールズ、パー72、6,627ヤード、コースレート71.1
- グリーン - 2グリーン、ベント（ペンクロス）
- プレースタイル - 乗用カート(5人乗り)全組キャディ付き
- 練習場 - 6打席 40ヤード
- 休場日 - 毎週月曜日、12月31日、1月1日[5][6]

## クラブ情報
- ハウス面積 - 2,013m2（608.9坪）
- ハウス設計 - リゾートコネクションズ
- ハウス施工 - 千代田アクタス[6]

## ギャラリー
- コース - 「磯子カンツリークラブ」、コース紹介
- ハウス - 「磯子カンツリークラブ」、施設紹介

## 交通アクセス
- 鉄道 - 根岸線（JR東日本） - 洋光台駅よりタクシー利用 約5分
- 道路 - 横浜横須賀道路 - 港南台ICより 2.5km 約3分[7]

## エピソード
- 開場時のコース設計を行った舘 粲児は、戦前は宮内省内匠寮の技手で、皇居の吹上御苑や新宿御苑のゴルフ場を管理していた。その後は、横浜市役所の造園技師だった[8]。
- コースの改造設計を行った大久保昌は、「機械力不足で舘 粲児がやり残したことを補っている、ラウンドしやすいコースにしている」と語ったという[8]。

## 関連文献
- 『月刊ゴルフマネジメントゴルフ倶楽部を考える(239)磯子カンツリークラブの創設 日本ゴルフコース100年史』、井上勝純著、東京 一季出版、2006年3月、2020年7月7日閲覧
- 『月刊ゴルフマネジメント ゴルフ倶楽部を考える(240)磯子カンツリークラブ、18ホールに 日本ゴルフコース100年史』、井上勝純、東京 一季出版、2006年4月、2020年7月7日閲覧覧
- 『ゴルフ場ガイド 東版』2006-2007、「磯子カンツリークラブ（神奈川県）」、東京 ゴルフダイジェスト社、2006年5月、2020年7月7日閲覧
- 『磯子カンツリークラブ50年史 1960-2010 人と緑と』、横浜観光土地株式会社、2013年1月、2020年7月7日閲覧
- 『美しい日本のゴルフコース BEAUTIFUL GOLF CULTURE IN JAPAN 日本のゴルフ110年記念 ゴルフは日本の新しい伝統文化である』、ゴルフダイジェスト社、「美しい日本のゴルフコース」編纂委員会編、2013年12月、2020年7月7日閲覧